# Kierownictwo OUN-B
Kierownictwo OUN-B.

## KierownictwoOUN-SDw styczniu1943
- Przewodniczący główny - Mykoła Łebed Maksym Ruban
- Referent Służby Bezpeky – Mykoła Arsenycz Mychajło
- Referent organizacyjny – Roman Krawczuk Petro
- Referent ds. propagandy – Dmytro Majiwśkyj Taras
- Referent ds. propagandy - Myrosław Prokop Wołodymyr
- Przewodniczący OUN dla Ziem Zachodnioukraińskich (ZUZ) – Mychajło Stepaniak Leks
- Przewodniczący OUN dla Ziem Północno-Zachodnioukraińskich (PZUZ) – Dmytro Kljaczkiwśkyj Ochrim
- Przewodniczący OUN dla Ziem Południowoukraińskich (SUZ) – Wasyl Kuk Łemisz
- Przewodniczący OUN dla Ziem Południowo-Zachodnioukraińskich (PSUZ) – Pantelejmon Sak Mohyła
- Członek zarządu – Zinowij Matła Dniprowyj

## Kierownictwo OUN-B w styczniu1944

### Biuro Prowodu OUN-B
- Przewodniczący Biura Prowodu OUN – Roman Szuchewycz Tur
- Zastępca przewodniczącego Biura Prowodu OUN – Dmytro Majiwśkyj Taras
- Członek Biura – Rostysław Wołoszyn Pawłenko

### Członkowie Prowodu OUN-B
- Przewodniczący ZUZ – Roman Krawczuk Petro
- Przewodniczący PZUZ – Dmytro Kljaczkiwśkyj Ochrim
- Przewodniczący SUZ – Wasyl Kuk Łemisz
- Referent Służby Bezpeky – Mykoła Arsenycz Mychajło
- Referent wojskowy/Dowódca UPA – Dmytro Hrycaj Perebijnis
- Referent propagandy – Dmytro Myron Wołodymyr
- Członek Prowodu – Daria Rebet Orlian
- Członek Prowodu – Omelan Łohusz Iwaniw

### Rada Główna OUN-B
- Przewodniczący - Mykoła Łebed Ihor
- Członek Rady – Iwan Hrynioch Wsewołod
- Członek Rady – Josyp Pozyczaniuk Szuhaj
- Członek Rady – Wasyl Sydor Szełest
- Członek Rady – Wasyl Turkowśkyj Pawło

## Literatura
- Grzegorz Motyka - "Ukraińska partyzantka 1942-1960", Warszawa 2006 Wyd. Instytut Studiów Politycznych PAN, Oficyna Wydawnicza "Rytm", ISBN 83-88490-58-3 (ISP PAN,) ISBN 83-7399-163-8 (Rytm), ISBN 978-83-88490-58-3;